# Tony Banks
Tony Banks, właśc. Anthony George Banks (ur. 27 marca 1950 w East Hoathly) – brytyjski kompozytor i klawiszowiec rockowy znany z występów z grupą Genesis.
Był głównym twórcą brzmienia i jednym z liderów tej progresywnorockowej grupy. Jego gra cechowała się wielowarstwowym, symfonicznym brzmieniem, dużą melodyjnością i zastosowaniem niebanalnych schematów harmonicznych. W późniejszym okresie swojej solowej kariery uciekał się także do muzyki popowej, jednak nie przyniosło mu to popularności. Używał wielu klasycznych dziś już instrumentów, które tworzyły charakterystyczne dla muzyki grupy Genesis brzmienie. Były to syntezatory m.in. Moog, ARP, Roland, organy Hammonda, Mellotron. Jego album Seven to powrót do pierwotnych inspiracji muzyką poważną.

## Życiorys
Anthony George Banks urodził się 27 marca 1950 o godzinie 7:30 w East Hoathly w hrabstwie Sussex. W październiku 1963 zaczął uczęszczać do Charterhouse, brytyjskiej szkoły w Godalming. Jako 16-letni młody człowiek zafascynowany był nie tylko muzyką, pasjonowała go także nauka – w szczególności matematyka i fizyka. Początkujący muzyk grywał nie tylko koncerty na fortepian, ale także standardy muzyki popularnej. Niełatwo było mu dostosować się do dyscypliny panującej w Charterhouse, szybko znalazł przyjaciela z podobnymi problemami ─ Petera Gabriela. Zaczęli razem tworzyć muzykę (1966) pod szyldem „The Garden Wall” (wraz ze szkolnym kolegą Chrisem Stewartem jako perkusistą). Na zorganizowanym w ich szkole koncercie, wystąpili obok grupy „The Anon”, w której grali już Mike Rutherford oraz Anthony Phillips. Ponieważ grupa „The Anon” potrzebowała wtedy perkusisty, wokalisty i pianisty – Tony Banks zaproponował im współpracę. Jakiś czas później oficjalnie powstała grupa Genesis w składzie: Tony Banks (instr. klawiszowe), Peter Gabriel (wokale, flet), Mike Rutherford (bas, gitara 12-strunowa), Anthony Phillips (gitara elektryczna, gitara 12-strunowa), Chris Stewart (perkusja). W 1972 poślubił swoją wybrankę o imieniu Margaret. Jakiś czas później został ojcem dwójki dzieci: Emily i Benjamina.
Pod koniec roku 1967 Tony Banks opuścił Charterhouse by zacząć studia matematyczne na Sussex University. Przez kolejny rok mieszkał w małym mieszkaniu wraz z Peterem Gabrielem. W lecie 1969 roku Tony zdecydował, tak jak Mike Rutherford, Anthony Phillips, Peter Gabriel i John Mayhew, że zostanie profesjonalnym muzykiem. W ciągu kilku kolejnych lat Banks stał się wszechstronnym i utalentowanym klawiszowcem. Był także głównym motorem grupy Genesis, w której rozwijał się jako kompozytor i instrumentalista.
W 1978 roku Tony napisał (wraz z Mikiem Rutherfordem) główny temat do filmu The Shout. Do dziś muzyka ta nie została opublikowana, choć Banks wykorzystał ją w kompozycji ze swojej pierwszej płyty (A Curious Feeling) – „From The Undertow„”.
W 1979 Tony Banks wydaje swój pierwszy solowy album zatytułowany A Curious Feeling, który osiągnął 21. miejsce w listach sprzedaży płyt w Wielkiej Brytanii. Inspiracją do napisania muzyki na ten album było fantastyczno-naukowe opowiadanie Daniel Keyes zatytułowane Kwiaty dla Algernona.
Drugi album solowy Banksa zatytułowany The Fugitive ukazał się w 1983 roku. Tym razem artysta był również wokalistą. Mimo że kompozycyjnie melodie były proste, jego zdolności wokalne nie były wystarczające. Tego samego roku napisał instrumentalną ścieżkę dźwiękową do filmu The Wicked Lady. Pierwsza strona kasety z nagraniem wypełniona została aranżacjami autorstwa samego Banksa – druga zawierała aranżacje Narodowej Orkiestry Symfonicznej w Londynie.
W 1984 roku Banks otrzymał pierwszą propozycję prosto z Hollywood. Jego zadaniem miało być stworzenie ścieżki dźwiękowej do filmu Odyseja kosmiczna 2010. Praca nad tym projektem zajęła mu około 6 miesięcy, ale autorzy filmu odrzucili tę muzykę.
Część odrzuconych kompozycji nie została zmarnowana. Kilka tematów Banks użył w muzyce do filmu Lorca and the Outlaws z roku 1985. Jako że film był produkcją niskobudżetową, Banks zgodził się zrobić do niej muzykę za darmo. Tego samego roku napisał muzykę do filmu Quicksilver.
W 1989 roku wydaje Bankstatement. W pracach nad albumem udział wzięli wokaliści Jamey Klimek oraz Alister Gordon. W 1991, na albumie Still, udzielali się wokalnie również Andy Taylor, Nik Kershaw czy Fish (znany ze współpracy z grupą Marillion).
W 1995 Tony Banks wydaje album Strictly Inc zawierający kilkanaście piosenek utrzymanych w lekkim, popowym klimacie.
Po 9 latach przerwy Banks postanowił powrócić do inspiracji muzyką poważną. Album Seven zawierał 7 kompozycji zagranych z udziałem londyńskiej orkiestry symfonicznej. Płyta, dostępna w sklepach muzycznych w dziale muzyki poważnej, była ukłonem w stronę fanów, którzy zapamiętali Banksa jako kompozytora i pianistę.

## Dyskografia
- A Curious Feeling (1979)
- The Wicked Lady (1983, soundtrack)
- The Fugitive (1983)
- Soundtracks (1985)
- Bankstatement (1989)
- Still (1991)
- Strictly Inc. (1995)
- Seven – A Suite for Orchestra (2004)
- Six – Pieces For Orchestra (2012)
- Five (2018)

## Używane instrumenty – Genesis
– Trespass, Nursery Cryme, Foxtrot (1970–1973)
- Acoustic Piano [tylko studio]
- Hammond L-122
- Hohner Pianet
- Mellotron Mk II

– Selling England By The Pound (1973)
- Acoustic Piano [tylko studio]
- Hammond T-102
- ARP Pro Soloist
- Hohner Pianet
- Mellotron 400 [zestaw taśm: 3 Violins, 8-Voice Choir, Brass]

– The Lamb Lies Down On Broadway (1974–1975)
- Acoustic Piano [tylko studio]
- Hammond T-102
- ARP ProSoloist
- RMI Electra 368 electronic piano
- Mellotron 400

– A Trick Of The Tail (1975–1976)
- Acoustic Piano [tylko studio]
- Hammond T-102
- ARP ProSoloist
- ARP 2600 synthesizer [tylko studio]
- RMI Electra 368 electronic piano
- Mellotron 400

oraz efekty
- Kolumna głośnikowa Leslie dla organów Hammonda (okazjonalnie dla ProSoloist i Mellotronu)
- Fender Blender fuzz, MXR Phase 100 phaser dla Electra piano
- Jednostka Echoplex tape echo dla syntezatorów ARP
- Parametric EQ oraz Echoplex tape echo dla Mellotron

– Wind & Wuthering, Seconds Out (1976–1977)
- Acoustic Piano [tylko studio]
- Hammond T-102 tonewheel organ
- ARP ProSoloist synthesizer
- ARP 2600 synthesizer [tylko studio]
- RMI Electra 368 electronic piano
- Mellotron 400
- Roland RS-202 string synthesizer [tylko studio]
- Fender Rhodes electric piano [tylko studio]

oraz efekty
- MXR Phase 100 oraz Boss CE-10 Stereo Chorus dla organów Hammonda (w miejsce kolumny Leslie)
- Fender Blender fuzz, MXR Phase 100 phaser dla Electra piano
- Jednostka Roland RE-201 Space Echo tape echo dla syntezatorów ARP
- MXR 10-band Graphic EQ oraz Roland RE-201 Space Echo dla Mellotronu

– ...And Then There Were Three (1978)
- Acoustic Piano [tylko studio]
- Yamaha CP-70 electric grand piano
- Hammond T-102 tonewheel organ
- ARP 2600 synthesizer
- Moog Polymoog synthesizer
- Mellotron 400
- Roland RS-202 string synthesizer [tylko studio]

oraz efekty
- Boss CE-10 Stereo Chorus dla pianina Yamaha CP-70
- MXR Phase 100 oraz Boss CE-10 dla organów Hammonda
- Jednostka Roland RE-201 Space Echo tape echo dla syntezatora ARP 2600
- MXR 10-band Graphic EQ oraz Roland RE-201 Space Echo dla Mellotronu
- MXR Distortion+ oraz Phase 100 dla syntezatora Polymoog

Duke (1980)
- Acoustic Piano [tylko studio]
- Yamaha CS-80 synthesizer [tylko studio]
- Moog Polymoog synthesizer [tylko studio]
- ARP 2600 synthesizer [tylko studio]
- Yamaha CP-70 electric grand piano
- Hammond T-102 tonewheel organ
- ARP Quadra synthesizer [tylko podczas koncertów]
- Sequential Circuits Prophet-5 (rev 2) synthesizer [tylko podczas koncertów]
- Roland VP-330 vocoder and choir/string synth [tylko podczas koncertów]

oraz efekty
- Boss CE-10 Stereo Chorus dla Yamahy CP-70
- MXR Phase 100 and Boss CE-10 dla organów Hammonda
- MXR Digital Delay
- MXR Distortion+ oraz Stereo Chorus dla Prophet-5

Abacab, Three Sides Live (1981–1982)
- Acoustic Piano [tylko studio]
- Yamaha CS-80 synthesizer [tylko studio]
- Moog Polymoog synthesizer [tylko studio]
- Yamaha CP-70 electric grand piano
- ARP Quadra synthesizer
- Sequential Circuits Prophet-5 (rev 2) synthesizer
- Sequential Circuits Prophet-10 synthesizer
- Roland VP-330 vocoder/string synth
- EDP Wasp synthesizer [tylko studio]

oraz efekty
- Boss CE-10 Stereo Chorus dla Yamahy CP-70
- MXR Phase 100 and Boss CE-10 dla organowych barw Prophet-10
- MXR and Lexicon digital delays

Genesis (1983–1984)
- Yamaha CP-70 electric grand piano
- ARP Quadra synthesizer
- Sequential Circuits Prophet-10 synthesizer
- NED Synclavier II digital synthesizer
- E-mu Emulator digital sampler
- Roland VP-330 vocoder [tylko studio]

oraz efekty
- Boss CE-10 Stereo Chorus dla Yamahy CP-70
- MXR Phase 100 and Boss CE-10 dla organowych barw Prophet-10
- MXR and Lexicon digital delays

Invisible Touch (1986–1987)
- Yamaha CP-70 electric grand piano (w/MIDI)
- ARP Quadra synthesizer (w/MIDI)
- Sequential Circuits Prophet-10 synthesizer (w/MIDI)
- NED Synclavier II digital synthesizer
- E-mu Emulator II digital sampler
- Yamaha DX7 digital synthesizer

oraz moduły rack
- Akai S900 digital sampler
- Roland MKS-80 synthesizer
- Korg DVP voice processor
- Yamaha TX816 synthesizer (eight DX7s in a rack)

i efekty
- Syco Systems MIDI switcher
- Yamaha REV7 digital reverb
- Lexicon digital delays

Calling All Stations... (1997–1998)
- Korg Trinity synthesizer [tylko studio]
- Korg Wavestation synthesizer [tylko studio]
- Roland JD-800 synthesizer [tylko studio]
- Roland JV-1080 rack synthesizer [tylko studio]
- Yamaha CP-80 electric grand piano [tylko studio]
- Korg Trinity Plus synthesizer [tylko podczas koncertów]
- Roland A-90 mother keyboard [tylko podczas koncertów]
- Roland JD-800 synthesizer [tylko podczas koncertów]

oraz moduły rack używane podczas trasy koncertowej
- E-mu Emulator 4 sampler (dwie jednostki)
- Korg Wavestation SR synthesizer (dwie jednostki)
- Korg Wavestation A/D synthesizer
- Korg 01R/W synthesizer
- Roland JV-1080 synthesizer
- E-mu Proteus/2 XR sample playback module (trzy jednostki)
- E-mu Proteus/2 XR Orchestral sample playback module
- E-mu Proteus/1 sample playback module
- E-mu Vintage Keys sample playback module (dwie jednostki)
- Yamaha TX7 synth module
- Alesis MMT-8 sequencer
- Mackie LM3204 line mixer
- Yamaha SPX1000 effects processor (cztery jednostki)
- Roland SRV-2000 effects processor
- Opcode Studio 5 LX MIDI processor (dwie jednostki)
- Custom-made MIDI mixer (dwie jednostki)
- Yamaha PLS1 line selector
- Shure SM600 transmitter
- Chiddingfold mixer (for ear monitor sound)
- EMO RK1 rack light

## Nagrody, pozycje na listach przebojów i rekordy
| Albumy na listach Billboardu | Albumy na listach Billboardu | Albumy na listach Billboardu | Albumy na listach Billboardu |
| Rok                          | Album                        | Lista                        | pozycja                      |
| ---------------------------- | ---------------------------- | ---------------------------- | ---------------------------- |
| 1980                         | A Curious Feeling            | Pop Albums                   | 171                          |

## Filmografia
- Prog Rock Britannia (2009, film dokumentalny, reżyseria: Chris Rodley)[2]